# Paolo Giuseppe Palma
Paolo Giuseppe Palma, C.P. (ur. 5 lipca 1830, zm. 2 lutego 1892 r. w Wiedniu) – włoski duchowny katolicki, arcybiskup bukareszteński.
W młodości wstąpił do zakonu pasjonistów. 19 maja 1885 r. został mianowany przez papieża Leona XIII na drugiego arcybiskupa bukareszteńskiego. Objął rządy w diecezji, która była ogromnie zadłużona poprzez działalność jego poprzednika, który zajmował się budową katedry i seminarium duchownego. Dokończył budowę katedry dzięki wsparciu dobroczyńców oraz wybudował gmach seminarium duchownego. Zmarł 2 lutego 1892 r. w Wiedniu.